# IC 3994
IC 3994 је спирална галаксија у сазвјежђу Береникина коса која се налази на листи објеката дубоког неба у Индекс каталогу.
Деклинација објекта је + 22° 42' 58" а ректасцензија 12h 59m 50,7s. Привидна величина (магнитуда) објекта IC 3994 износи 16,7 а фотографска магнитуда 17,5.